# György Faludy
György Faludy. (Budapest, 22 de septiembre de 1910 - id. 1 de septiembre de 2006) fue un poeta y traductor húngaro de origen judío.
Fue una de las más brillantes figuras de la literatura húngara, perseguido tanto por la Alemania nazi como después por el régimen prosoviético de su país por su origen judío y sus ideas antitotalitarias.
Faludy fue venerado en Hungría como “Príncipe de los poetas” sobre todo por su poesía erótica y por sus traducciones de autores clásicos en los años 30, entre las que destacaron las baladas de François Villon. También fue famosa su obra autobiográfica My Happy Days in Hell [Mis días felices en el infierno], publicada por vez primera en 1962 durante su exilio londinense, donde narra sus penalidades en el campo de trabajo de Recsk entre 1949 y 1953, siendo precursor de las más famosas obras de Alexander Solzhhenitsyn.

## Vida y obra
Faludy nació en el seno de una familia relativamente acomodada ya que su padre era profesor de universidad. Estudió en Budapest en el instituto Fasori Gimnázium (evangélico) y en las Universidades de Viena, Berlín y Graz. Durante esta época forjó las ideas radicales-liberales que no abandonó nunca.
En la década de 1930 ayudó al conocimiento de la poesía europea en su país gracias a las numerosas traducciones que llevó a término de autores clásicos (Heinrich Heine, François Villon). Escribió poemas que le hicieron célebre en su país, sobresaliendo su poesía erótica y, sobre todo, sus adaptaciones de las baladas de François Villon que fueron publicadas en 1934 tuvieron posteriormente unas 40 reediciones.
Se exilió en 1938 a causa de su origen judío y del régimen pronazi de su país. Vivió en París (Francia), Marruecos y Estados Unidos. En París trabó amistad con Arthur Koestler. A raíz de la ocupación de Francia por los nazis en la Segunda Guerra Mundial huyó a Marruecos donde pasó casi un año. Luego, fue invitado a residir en los Estados Unidos por el gobierno estadounidense. Fue editor de un periódico financiado por el movimiento “Free Hungary” [Hungría Libre] y sirvió en el ejército de EE. UU. durante 3 años.
En 1945 regresó a Hungría. En abril de 1947 formó parte de un grupo que destruyó en Budapest la estatua del obispo Ottokár Prohászka, por considerarlo antisemita. Solo cuarenta años después admitió Faludy su participación en el hecho. Fue detenido en 1949 por el régimen estanilista y encarcelado en 1950 por espionaje y condenado a trabajos forzados durante tres años en el "gulag" o campo de trabajos forzosos de Recsk, donde organizó cursos de poesía para los presos en los que los internos memorizaban los textos comprometidos de Faludy como forma de mantener despierto el deseo de libertad en aquellas circunstancias. Obtuvo la libertad con la muerte de Stalin en 1953. Se casó ese año y tuvo un hijo, Andrew, nacido en 1955. Durante unos años se ganó la vida con las traducciones.
Cuando se produjo la revolución de 1956 se exilió en el Reino Unido. En Londres publicó el libro My Happy Hays in Hell (Mis días felices en el infierno) en que narra sus vicisitudes en el campo de trabajo de Recsk entre 1949 y 1953. Asimismo editó una revista literaria en húngaro. Posteriormente vivió en Florencia, Malta y Toronto (Canadá). En esta última ciudad vivió desde 1967 hasta su regreso a Hungría en 1989. Dictó lecciones en Canadá y EE. UU. (Universidades de Nueva York y Columbia ) y fue editor de revistas literarias húngaras. En 1970 publicó Erasmus of Rotterdam. En 1976 recibió la ciudadanía canadiense y dos años más tarde fue nombrado doctor honorario de la Universidad de Toronto, donde impartía enseñanza. Una selección de sus poemas fueron publicados en Nueva York en 1985 (Selected Poems 1933-1980) [Poemas escogidos 1933-1980]. En 1987 la realizadora Lívia Gyarmathy rodó el documental Faludy György, költő [El poeta György Faludy].
Regresó a Hungría en 1989, con el derrumbe de los regímenes comunistas del Este de Europa.
Fue candidato al Premio Nobel de Literatura.
Entre las personas con que se relacionó Faludy destacan Arthur Koestler, el autor canadiense George Jonas y el columnista, poeta y dramaturgo Rory Winston.

## Relaciones familiares
No solo sus obras, sino también su conducta excéntrica, y las diversas anécdotas y ocurrencias fascinaron al público. En particular, su larga relación con el bailarín estadounidense y poeta Eric Johnson; y su vida conyugal y profesional junto a la modelo Fanny Kovacs.
La primera esposa de Faludy fue Vali Ács. Su segunda esposa, Zsuzsa Szegő, murió en 1963. Tuvo un hijo, Andrew, nacido en 1955. En 1984, Faludy contrajo matrimonio con Leonie Kalman (cuyo apellido de soltera era Erenyi), que mantenía una larga amistad con la familia en Budapest y Tánger (Marruecos), en el “Toronto City Hall”. György y Leonie vivieron en domicilios separados y no consumaron el matrimonio, pero Leonie conservó el apellido marital Faludy hasta su muerte en 2011 en Fleet, (Hants, Reino Unido) a la edad de 102 años.
Eric Johnson (1937–2004), bailarín estadounidense y, después, célebre poeta en latín contemporáneo, trabó amistad con Faludy tras leer My Happy Days in Hell en 1963. Fascinado por la personalidad del autor viajó a Hungría en su busca y, a la vez, aprendió húngaro, aunque no consiguió dar con él hasta 1966 en Malta. Fue su secretario, traductor, coautor y socio durante los siguientes 36 años. En 2002 cuando Faludy se casó de nuevo, Johnson partió a Katmandú (Nepal), donde murió en febrero de 2004.
En 2004 se casó, por cuarta vez, con la modelo húngara Fanny Kovacs, quien contaba entonces 26 años. En adelante, juntos publicitarán sus obras, como por ejemplo A szerelem jogan [Con la razón del amor]. Ambos posaron para la edición húngara de la revista Penthouse. Una foto de Ádám Urbán con el título “El Poeta y su Musa”, que muestra al encanecido poeta con su joven esposa desnuda, fue premiada por la prensa de Hungría en 2004 en la categoría de “Imagen de Sociedad”.

## Monumentos
En 2006, se construyó en Toronto un parque conmemorativo en su honor, diseñado por el arquitecto paisajista Scott Torrance, frente a su antiguo apartamento en 25 St. Mary's Street. La iniciativa de “Toronto Legacy Project” [Proyecto Legado de Toronto] quiere conmemorar las figuras prominentes de la Cultura de la ciudad. En el parque se halla una placa de bronce con su retrato, obra del escultor húngaro Dora de Pedery-Hunt. En la misma reza su poema Michelangelo's Last Prayer [La última plegaria de Miguel Ángel] en inglés y húngaro.
En Budapest honra su recuerdo una placa conmemorativa.

## Obras en castellano
- György Faludy, Días felices en el infierno, Logroño, 2014. Traducción de Alfonso Martínez Galilea. Pepitas de calabaza y Fulgencio Pimentel. ISBN 978-84-16167-05-0